# Deutsche Sledge-Eishockey Liga 2016/17
Die Saison 2016/17 war die 17. Spielzeit der Deutschen Sledge-Eishockey Liga. Die Saison startete am 19. November 2016 und endete am 12. März 2017. Die Weserstars Bremen gewannen zum dritten Mal in Folge die Meisterschaft. Die Ice Lions Langenhagen belegten punktgleich den zweiten Platz, hatten aber das schlechtere Torverhältnis.

## Teilnehmer
Am Spielbetrieb nahmen im Vergleich zum Vorjahr die gleichen Mannschaften teil, wobei die Spielgemeinschaft Preussen/Sachsen aufgelöst wurde und die Cardinals aus Dresden wieder allein antreten. Die SG Kamen/Wiehl trat in der Saison 2016/17 als SpG NRW an.
- Weserstars Bremen
- Cardinals Dresden
- SpG NRW
- Ice Lions Langenhagen

## Modus
Die vier teilnehmenden Mannschaften trugen die Spielzeit im Ligasystem als Doppelrunde aus, jedes Team spielte insgesamt 12 Mal und somit viermal gegen jede andere Mannschaft. Für einen Sieg gab es drei Punkte. Bei einem Unentschieden folgte ein Penaltyschießen. Der Sieger des Penaltyschießens erhielt zwei Punkte, der unterlegenen Mannschaft wurde ein Zähler gutgeschrieben.

## Abschlusstabelle
Abkürzungen: Sp = Spiele, S = Siege, SnP = Siege nach Penaltyschießen, NnP = Niederlage nach Penaltyschießen, N = Niederlagen, Pkt = Punkte
|    |                       | Sp | S | SnP | NnP | N | Tore  | Pkt |
| -- | --------------------- | -- | - | --- | --- | - | ----- | --- |
| 1. | Weserstars Bremen     | 12 | 8 | 1   | 0   | 3 | 59:33 | 26  |
| 2. | Ice Lions Langenhagen | 12 | 8 | 0   | 2   | 2 | 47:19 | 26  |
| 3. | SpG NRW               | 12 | 3 | 0   | 1   | 8 | 33:44 | 10  |
| 4. | Cardinals Dresden     | 12 | 3 | 0   | 0   | 9 | 38:81 | 9   |